# Patricia Douglas
Patricia Dorothy Douglas (5 de marzo de 1917-11 de noviembre de 2003) fue una bailarina y actriz de cine. Douglas fue el tema del documental Girl 27, que documenta su violación en 1937 por David Ross, vendedor de Metro-Goldwyn-Mayer, y las consecuencias de la misma. Douglas fue una de las primeras personas en denunciar una agresión sexual en la industria cinematográfica, lo que provocó un escándalo masivo que MGM minimizó con una campaña de difamación contra Douglas.
Douglas se retiró de la industria tras su agresión sexual, pero apareció ante las cámaras 65 años después de su agresión tras ser contactada por el biógrafo David Stenn, que supo de ella mientras desvelaba la historia de la agresión y el encubrimiento de 1937.

## Primeros años y carrera
Douglas nació el 5 de marzo de 1917, hija de Mildred Mitchell en Kansas City, Misuri. Más tarde, madre e hija se trasladaron a Los Ángeles, California, para trabajar en la industria cinematográfica. Douglas abandonó la escuela a los 14 años y se centró en su carrera cinematográfica, trabajando como bailarina y extra, y apareciendo en películas como Gold Diggers of 1933 y So This Is Africa.

## Agresión sexual en 1937
La noche del 5 de mayo de 1937, Douglas, de 20 años, fue llevada a trabajar a una fiesta de la MGM con más de otras 120 jóvenes, la mayoría bailarinas. Las jóvenes fueron contratadas para trabajar esa noche bajo la premisa de que trabajarían en una película. En la fiesta, Douglas fue atacada por Ross y obligada a beber. Cuando salió a vomitar, Ross la siguió, la arrastró hasta un coche en un campo cercano y la violó.

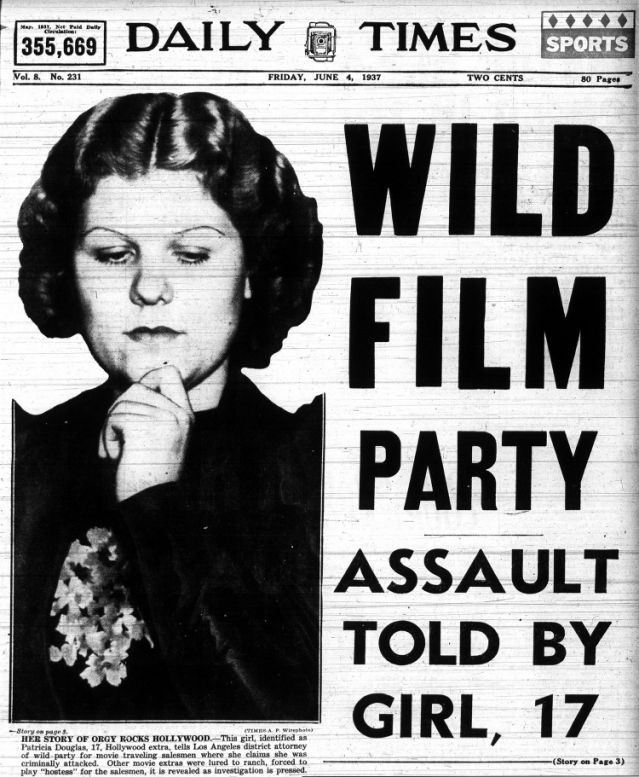
Esta es una portada de periódico de Patricia Douglas en el Daily News presentando información sobre su agresión de 1937.

Tras la agresión, un empleado del aparcamiento oyó gritar a Douglas y la vio tambalearse mientras Ross huía corriendo. Douglas fue llevada al Culver City Community Hospital, donde le practicaron una ducha vaginal antes de ser examinada por un médico, destruyendo así las pruebas de la violación.
Douglas presentó una denuncia penal ante la Fiscal del condado de Los Ángeles. El fiscal del distrito era entonces Buron Fitts, amigo personal del jefe de los estudios MGM, Louis B. Mayer. Cuando el caso de Douglas fue ignorado, ella acudió al abogado William J. F. Brown, quien dio un ultimátum a la oficina de Fitts, insistiendo en que o investigaba la denuncia o Douglas iría a los medios de comunicación. El escándalo resultante fue uno de los mayores a los que se había enfrentado Hollywood en aquella época. MGM respondió creando una campaña de desprestigio contra Douglas, empañando su reputación y tachándola de inmoral y promiscua. Un artículo de periódico daba el nombre, la foto y la dirección de Douglas. La audiencia del gran jurado dominó el ciclo de noticias, acaparando la atención por encima de historias como el matrimonio del abdicado Eduardo VIII y Wallis Simpson y la muerte de la actriz Jean Harlow.
Cuando el gran jurado se negó a acusar, Douglas interpuso una demanda civil contra el personal del estudio y los demás asistentes a la fiesta. Brown no compareció ante el tribunal por razones desconocidas y el caso fue sobreseído por falta de acusación. En un artículo de Vanity Fair de 2003 sobre el caso se teorizaba que, dado que Brown se presentaba contra Fitts para fiscal del distrito, tal vez temiera que litigar el caso perjudicara su campaña.

## Vida posterior
Douglas se retiró de la industria después de su agresión y tuvo problemas con sus relaciones en la vida como consecuencia del trauma mental y emocional que sufrió por la violación y la posterior campaña de desprestigio por parte de MGM. Douglas se casó tres veces y tuvo una hija, Patricia (Patti) Minter. Douglas falleció debido a una enfermedad desconocida el 11 de noviembre de 2003 en Las Vegas, Nevada.

## Legado
Más de 60 años después de la agresión de Douglas, quedó documentada en la película Girl 27, de David Stenn. El hecho de que denunciara a su violador ha sido revaluado con la aparición del movimiento Me Too. Actrices como Jessica Chastain y Rose McGowan han elogiado la película y la narración de la historia de Douglas.